# Gigi Gorgeous
Giselle Loren Lazzarato (20 de abril de 1992), más conocida como Gigi Gorgeous, es una actriz, modelo, personalidad de internet, y maquilladora canadiense. Es conocida públicamente por salir del armario como mujer transgénero, y por mantener su imagen pública y su canal de YouTube durante y después de su transición. Junto con ser una personalidad de internet, Lazzarato también ha aparecido en series de televisión como Access Hollywood, Good Work, y Project Runway: All Stars, así como protagonizar como ella misma el popular reality show online The Avenue durante tres años. Lazzarato hizo su debut en el mundo de la interpretación en 2013 en The Insider y desde entonces ha protagonizado tres cortometrajes.

## Primeros años
Es hija de David Lazzarato, el presidente del comité de la auditoría de Yellow Nedia, y Judith Lazzarato (de soltera Belding). Su familia tiene ascendencia italiana, libanesa y francesa y ella fue criada en la fe católica. Tiene dos hermanos, Adam y Cory Lazzarato. En la edad adulta, Lazzarato fue ganadora nacional de buceo. Asistió a la Iona Catholic Secondary School y a la George Brown College. En George Brown, estudió moda, pero al final abandonó la universidad y se centró en su carrera de YouTube. Su madre, Judith, falleció de leucemia el 3 de febrero de 2012, en el Princess Margaret Cancer Centre, en Toronto.

## Carrera

### 2008–14: principios de su carrera
Antes de su transición, Lazzarato operaba su canal de tutoriales de maquillaje de Youtube desde 2008 En esa época, ella se identificaba como un hombre homosexual. Desde su transición, su canal de YouTube empezó a incluir más vlogs, vídeos de moda y de estilo de vida. En enero de 2015, su canal de YouTube alcanzó más del millón de subscriptores y más de 130 millones de visitas.
Lazzarato ha aparecido en Project Runway: All Stars y E! Celebrity Style Story y ha aparecido en canales de YouTube de otras celebridades. Ha sido premiada con el LogoTV Trailblazing Social Creator Award en 2014 por su defensa en nombre de la juventud LGBT. Ella frecuentemente asiste a convenciones de belleza para conocer a sus fanes y sentarse en paneles sobre técnicas de maquillaje y sobre la industria de los cosméticos. Ha trabajado como modelo para el diseñador Marco Marco, y ha desfilado en 2014 y 2015 para las pasarelas de moda de Marco Marco.

### 2015–presente: descubrimiento y carrera interpretativa
Lazzarato ha utilizado su estatus de celebridad para concienciar a la sociedad de los problemas de las personas transgénero, la comunidad LGBT y el anti-acoso. Su imagen ha aparecido en un montaje de celebridades transgénero en el documental de ABC, 20/20 sobre la transición de Caitlyn Jenner.
A principios de 2015, Lazzarato protagonizó el cortometraje de su compañero de YouTube Shane Dawson, "I Hate Myselfie", como Amber. Ella dijo que se parecía a Rachel McAdams interpretando a Regina George. Ha retomado su papel como Amber en la secuela de I Hate Myselfie. En mayo, se anunció que Lazzarato se asociaría con Crest Canada para ser la cara de la Crest 3D White Brilliance Line. 
En junio de 2015, se anunció que Lazzarato se había asociado con la cantante Miley Cyrus y se había unido a la campaña de Marie Claire "#InstaPride" de la fundación de Cyrus, Happy Hippie. La campaña incluía una serie de fotografías y un anuncio por Cyrus de que ella y Lazzarato estaban trabajando en un proyecto secreto. El proyecto más tarde se divulgó en la revista americana Marie Claire en la que aparecieron ambas. Lazzarato firmó un contrato con "Too Faced Cosmetics" en la cual ella protagonizaba una película comercial "Better Than Sex" la cual se estrenó el 9 de julio de 2015. En los MTV Video Music Awards 2015, Lazzarato, junto con un grupo de drag queens, presentó a Miley Cyrus para su actuación debut de Dooo It! del nuevo álbum de Cyrus Miley Cyrus & Her Dead Petz. 
En septiembre de 2015, Lazzarato tuvo un artículo de dos páginas en la revista People. Apareció en Entertainment Tonigh como invitada especial ese mismo mes. Lazzarato fue presentada en la app de Kylie Jenner "Kylie" donde ella filmaba varias vídeos sobre consejos de maquillaje. El 18 de septiembre, ganó el Streamy Awards por "Best Beauty Series". Se anunció el 7 de octubre que Lazzarato protagonizó  el vídeo musical para la canción de Adam Lambert "Another Lonely Night".

## Vida personal

### Relaciones
Lazzarato tuvo una relación con el entrenador personal y hermano de la personalidad de internet y drag queen Alaska Thunderfuck, Corey Bine, desde octubre de 2014 hasta junio de 2015. Se reconciliaron en septiembre y retomaron su relación romántica. Binney apareció junto a Lazzarato en el anuncio de YouTube para la máscara de pestañas de Too Faced, Better Than Sex. La pareja confirmó su ruptura a mediados de noviembre de 2015.

### Transición
En el número de septiembre de 2015 de People Magazine, Lazzarato acreditó que la modelo transgénero y artista Amanda Lepore y que el fallecimiento de su madre fueron los que le impulsaron a la transición. 
Lazzarato anunció que era una mujer transgénero en diciembre de 2013. Desde entonces se ha sometido a electrólisis, condrolaringoplastía, terapia de sustitución hormonal, rinoplastia y mamoplastia. Se cambió el nombre legalmente a Giselle Loren Lazzarato.

## Filmografía

### Cine
| Título            | Año  | Papel | Director(s)          | Notas        | Refs.  |
| ----------------- | ---- | ----- | -------------------- | ------------ | ------ |
| I hate Myselfie   | 2015 | Amber | Michael J. Gallagher | Cortometraje | [ 28 ] |
| Better Than Sex   | 2015 | Gigi  |                      | Cortometraje | [ 29 ] |
| I Hate Myselfie 2 | 2015 | Amber | Michael J. Gallagher | Cortometraje | [ 30 ] |

### Televisión
| Año  | Título                   | Notas                      | Refs.  |
| ---- | ------------------------ | -------------------------- | ------ |
| 2010 | MTV's The After Show     |                            | [ 31 ] |
| 2013 | The Listener             | Episodio: "La Línea Azul"  | [ 28 ] |
| 2013 | Project Runway All Stars | Episodio: "#Nina Trending" | [ 28 ] |
| 2014 | Trailblazers             | Ceremonia de premio        | [ 28 ] |
| 2015 | About Bruce              | La televisión Especial     |        |
| 2015 | Good Work                |                            | [ 28 ] |
| 2015 | Access Hollywood         | 3 episodios                |        |
| 2015 | Daily Share              |                            | [ 32 ] |
| 2015 | MTV Video Music Award    | Ceremonia de premio        |        |
| 2015 | Entertainment Tonight    |                            |        |
| 2015 | VH1's Streamy Awards     | Premio cermony             |        |
| 2015 | FOX News                 | 1 episodio                 | [ 33 ] |

### Vídeos musicales
| Año  | Título                 | Artista      | Papel   | Notas |
| ---- | ---------------------- | ------------ | ------- | ----- |
| 2015 | "Another Lonely Night" | Adam Lambert | Ventaja |       |

### Web
| Año           | Título                   | Notas                                                                      | Refs.  |
| ------------- | ------------------------ | -------------------------------------------------------------------------- | ------ |
| 2011–13       | The Avenue               | 21 episodios                                                               |        |
| 2012          | The Campus               | 7 episodios                                                                |        |
| 2013–15       | Celebrity Style Story    | 5 episodios                                                                |        |
| 2014          | PopSugar TV              | Episodio: "Gigi Gorgeous Habla Consejos de Belleza y Moda En BeautyCon LA" |        |
| 2015          | The Marco Marco Show     | 3 episodios                                                                |        |
| 2015          | Beauty TV                | Episodio: "Glowing con Gigi Goregous                                       |        |
| 2015          | Bro'Laska                | Episodio: "los consejos de Cory para Conseguir Swole"                      |        |
| 2015          | Qué es Trending          | Episodio: "Gigi Gorgeous Talks Trans Rights and LGBT Equality"             | [ 34 ] |
| 2015–presente | Help, My Face Is Fucked! |                                                                            |        |

### Podcast
| Año  | Título            | Notas      | Refs. |
| ---- | ----------------- | ---------- | ----- |
| 2014 | Shane and Friends | 1 episodio |       |

## Premios
| Año  | Categoría                   | Premio                           | Recipient | Resultado |
| ---- | --------------------------- | -------------------------------- | --------- | --------- |
| 2014 | Trailblazing Social Creator | Premios de la televisión de Logo | Ella      |           |
| 2015 | Best Beauty Serie           | Premios Streamy                  | Ella      |           |